# Roland Kaspitz
Roland Kaspitz, född 1 november 1981 i Spittal an der Drau, Österrike, är en österrikisk professionell ishockeyspelare.